# 270584 Vlasta
270584 Vlasta è un asteroide della fascia principale. Scoperto nel 2002, presenta un'orbita caratterizzata da un semiasse maggiore pari a 2,7276605 au e da un'eccentricità di 0,1323403, inclinata di 4,16607° rispetto all'eclittica.